# 宇宙飛行の記録一覧
宇宙飛行の記録一覧（うちゅうひこうのきろくいちらん）は、有人宇宙飛行における最多・最長・最速などの記録の一覧である。当一覧において、無人機の記録および一覧は著名なものを除いて含まない。

## 単一ミッションでの最長宇宙滞在時間
- ワレリー・ポリャコフ

1994年1月8日にソユーズTM-18で打ち上げ、ミールLD-4に437.7日間滞在、彼は地球の周回軌道を7,075周し、総飛行距離は300,765,000 km (186,887,000 mi)である。1995年3月22日に帰還（ソユーズTM-20）。この記録の保持期間は30年 + 102日である。
- スニータ・ウィリアムズ

女性の単一ミッションでの最長宇宙滞在時間記録195日。2007年の国際宇宙ステーション第15次長期滞在で達成。彼女は2007年6月22日のSTS-117で地球に帰還した。

## 宇宙に人間を滞在させ続けた最長期間
ソビエト連邦とロシアは、1989年9月5日のソユーズTM-8の打ち上げから、1999年8月28日のソユーズTM-29の着陸まで、3,644日に渡って宇宙に人間を滞在させ続けた最長期間記録を保持している。これは10年に8日ほど足りない。ソビエト連邦とロシアは有人のソユーズ22機を打ち上げ、全て軌道上のミール宇宙ステーションにドッキングした。さらに、アメリカ合衆国のスペースシャトル・アトランティス、エンデバーおよびディスカバリーは1995年から1998年にかけてミールと9回ドッキングし、8回の訪問者の送迎を行った。この記録の保持期間は25年 + 309日である。
アメリカ合衆国とロシアは、2000年10月31日にソユーズTM-31を国際宇宙ステーション (ISS) へのドッキングのために打ち上げて以来、共同で宇宙空間における有人宇宙飛行を維持している。ISSは24年 + 244日間連続して使用されている。ISS計画が計画通りに続けば、2010年10月23日でミールの記録を破ることになる。 

## 最長単独飛行
- ヴァレリー・ブィコフスキー

1963年6月14日 - 19日の期間、ボストーク5号で4日と23時間過ごした。この飛行で記録された宇宙飛行時間記録は1965年のジェミニ5号乗組員によって破られたが、最長単独飛行記録での記録保持期間は62年 + 13日である。

## 犬の最長飛行時間
- ヴェテロク（英語: Veterok, ロシア語: Ветерок、"小さな風"）とウゴリョーク（英: Ugolyok, ロシア語: Уголёк, "Ember"）

1966年2月22日に打ち上げられたコスモス110号の中で22日間を軌道上で過ごし、3月16日に帰還した。この記録の保持期間は59年 + 108日である。

## 最長月面滞在時間
- ユージン・サーナン、ハリソン・シュミット

アポロ17号のミッションにおいて、1972年12月11日の着陸から74時間59分40秒月面に滞在した。この記録の保持期間は52年 + 203日である。

## 最遠有人対地距離
アポロ13号乗組員のジム・ラヴェル、フレッド・ヘイズ、ジャック・スワイガートが月の裏側を通過した時、月面からの距離は254 km (158 mi)、地球からの距離は400,171 km (248,655 mi)だった。この最遠対地距離記録は1970年4月15日0:21 (UTC) に達成され、未だに破られていない。この記録の現在までの保持期間は55年 + 78日である。

## 月ミッション以外での有人ミッションにおける最高高度
1966年9月14日、ジェミニ11号はアジェナのロケットエンジンに点火し、打上げから40時間30分後、遠地点1,374.1 km (853.8 mi)に到達した。この記録の保持期間は58年 + 291日である。

## 最高対地速度
アポロ10号乗組員のトーマス・スタッフォード、ジョン・W・ヤング、ユージン・サーナンは有史以来の最高対地速度記録である3万9,896 km/h（11.1 km/s、24,790 mph、光速の0.000037 %）を達成した。1969年5月26日以来の記録保持期間は56年 + 37日である。

## 最年長
ウィリアム・シャトナー、90歳、2021年10月13日達成。この記録の保持期間は3年 + 262日である。

## 最年長（軌道飛行）
ジョン・H・グレン、77歳、1998年10月29日達成。この記録の保持期間は26年 + 246日である。

## 最年少
オリヴァー・デーメン、18歳、2021年7月20日達成。この記録の保持期間は3年 + 347日である。

## 最年少（軌道飛行）
ゲルマン・チトフ、25歳、329日、1961年8月6日にボストーク2号で達成。この記録の保持時間は63年 + 330日である。

## 最多飛行回数
7回
- フランクリン・チャン＝ディアス - コスタリカ / アメリカ合衆国[3][4]。
- ジェリー・L・ロス - アメリカ合衆国

6回
- カーティス・ブラウン - アメリカ合衆国
- マイケル・フォール - イギリス / アメリカ合衆国[4]
- セルゲイ・クリカレフ - ロシア[5]
- ストーリー・マスグレーブ（英語版） - アメリカ合衆国
- ゲンナジー・ストレカロフ - ロシア
- ジェームズ・ウェザービー - アメリカ合衆国
- ジョン・W・ヤング - アメリカ合衆国

## 通算での最長宇宙空間滞在日数
セルゲイ・クリカレフはソユーズ、スペースシャトル、ミール、国際宇宙ステーション (ISS) での6回の宇宙飛行において803日+9時間39分、または2.2年滞在した。
ペギー・ウィットソンはISSでの2回の宇宙飛行において滞在時間376日+17時間22分を記録した。

## 最多宇宙遊泳回数
- アナトリー・ソロフィエフ、16回の宇宙遊泳で総計77時間41分（回数および総遊泳時間記録）。
- ペギー・ウィットソン、6回の宇宙遊泳で総計39時間46分（女性の宇宙遊泳・遊泳時間記録）[7]。

## 単一ミッション中の最多宇宙遊泳回数
- マイケル・ロペス＝アレグリア、国際宇宙ステーションの第14次長期滞在中に5回の宇宙遊泳[8]。

## 最初の有人宇宙飛行記録
| 初出                                                                                     | 人物 | 宇宙船                                                   | 国籍                                       | 日時                                            |
| ---------------------------------------------------------------------------------------- | --- | -------------------------------------------------------- | ------------------------------------------ | ----------------------------------------------- |
| 宇宙飛行 軌道周回飛行                                                                    | ユーリイ・ガガーリン | ボストーク1号                                            | ソビエト連邦                               | 1961年4月12日                                   |
| 宇宙船に乗ったまま帰還 (したがって、FAIの定義によれば、最初の「完成した宇宙飛行」です。) | アラン・シェパード | フリーダム7                                              | アメリカ合衆国                             | 1961年5月5日                                    |
| 宇宙空間に1日滞在                                                                        | ゲルマン・チトフ | ボストーク2号                                            | ソビエト連邦                               | 1961年8月6日 - 8月7日                           |
| 編隊飛行 Adjacent orbits 宇宙船同士の通信                                                | アンドリアン・ニコラエフ パーヴェル・ポポーヴィチ | ボストーク3号 ボストーク4号                              | ソビエト連邦                               | 1962年8月11日 8月12日                           |
| 女性の宇宙飛行 民間人の宇宙飛行                                                          | ワレンチナ・テレシコワ | ボストーク6号                                            | ソビエト連邦                               | 1963年6月16日 6月19日                           |
| 翼を持つ宇宙船による宇宙飛行                                                             | ジョセフ・A・ウォーカー | X-15の90回目の飛行                                       | アメリカ合衆国                             | 1963年7月19日                                   |
| 同じ人物による2回の宇宙飛行（高度100 km超）                                              | ジョセフ・A・ウォーカー | X-15の90・91回目の飛行                                   | アメリカ合衆国                             | 1963年8月22日                                   |
| 3人乗りの宇宙船                                                                          | ウラジーミル・コマロフ コンスタンチン・フェオクチストフ ボリス・イェゴロフ | ボスホート1号                                            | ソビエト連邦                               | 1964年10月12日 - 10月13日                       |
| 2人乗りの宇宙船                                                                          | パーヴェル・ベリャーエフ アレクセイ・レオーノフ | ボスホート2号                                            | ソビエト連邦                               | 1965年3月18日 - 3月19日                         |
| 宇宙遊泳                                                                                 | アレクセイ・レオーノフ | ボスホート2号                                            | ソビエト連邦                               | 1965年3月18日                                   |
| 姿勢制御（軌道変更）                                                                     | ガス・グリソム、ジョン・W・ヤング | ジェミニ3号                                              | アメリカ合衆国                             | 1965年3月23日                                   |
| 2回の軌道飛行                                                                            | ゴードン・クーパー | フェイス7 ジェミニ5号                                    | アメリカ合衆国                             | 1965年3月15日 - 3月16日 1965年8月21日 - 8月29日 |
| 宇宙空間に1週間滞在                                                                      | ゴードン・クーパー ピート・コンラッド | ジェミニ5号                                              | アメリカ合衆国                             | 1965年8月21日 - 8月29日                         |
| 宇宙空間でのランデブー （軌道変更と姿勢制御） 4人が宇宙に滞在                            | フランク・ボーマン、ジム・ラヴェル ウォルター・シラー、トーマス・スタッフォード | ジェミニ7号 ジェミニ6-A号                                | アメリカ合衆国                             | 1965年12月15日 - 12月16日                       |
| 宇宙空間でのドッキング                                                                   | ニール・アームストロング デヴィッド・スコット | ジェミニ8号・アジェナ                                    | アメリカ合衆国                             | 1966年3月16日                                   |
| 3機同時ランデヴー                                                                        | ジョン・W・ヤング マイケル・コリンズ | ジェミニ10号とアジェナ10号とアジェナ8号                  | アメリカ合衆国                             | 1966年7月19日 - 7月20日                         |
| 月周回飛行                                                                               | フランク・ボーマン ジム・ラヴェル ウィリアム・アンダース | アポロ8号                                                | アメリカ合衆国                             | 1968年12月24日 - 12月25日                       |
| 2人同時に宇宙遊泳・乗員交換                                                              | アレクセイ・エリセーエフ エフゲニー・フルノフ | ソユーズ4号 ソユーズ5号                                  | ソビエト連邦                               | 1969年1月16日                                   |
| 月面歩行                                                                                 | ニール・アームストロング エドウィン・オルドリン | アポロ11号                                               | アメリカ合衆国                             | 1969年7月20日                                   |
| 5人が宇宙に滞在                                                                          | ゲオルギー・ショーニン、ワレリー・クバソフ アナトリー・フィリップチェンコ、ウラジスラフ・ボルコフ、ヴィクトル・ゴルバツコ | ソユーズ6号 ソユーズ7号                                  | ソビエト連邦                               | 1969年10月12日 - 10月13日                       |
| 3機同時飛行 7人が宇宙に滞在                                                              | ゲオルギー・ショーニン、ワレリー・クバソフ アナトリー・フィリップチェンコ、ウラジスラフ・ボルコフ、ヴィクトル・ゴルバツコ ウラジーミル・シャタロフ、アレクセイ・エリセーエフ | ソユーズ6号 ソユーズ7号 ソユーズ8号                      | ソビエト連邦                               | 1969年10月13日 - 10月16日                       |
| 2回の月周回飛行を経験                                                                    | ジム・ラヴェル | アポロ8号 アポロ13号                                     | アメリカ合衆国                             | 1970年4月11日 - 4月17日                         |
| 2週間を超える宇宙空間での滞在                                                            | アンドリアン・ニコラエフ ヴィタリイ・セヴァスチャノフ | ソユーズ9号                                              | ソビエト連邦                               | 1970年6月1日 - 7月19日                          |
| 宇宙ステーションへの滞在                                                                 | ゲオルギー・ドブロボルスキー ビクトル・パツァーエフ ウラジスラフ・ボルコフ | ソユーズ11号でサリュート1号とドッキング                  | ソビエト連邦                               | 1971年6月7日 - 6月29日                          |
| 宇宙船から離れての 船外活動                                                              | アラン・シェパード エドガー・ミッチェル | アポロ14号                                               | アメリカ合衆国                             | 1971年2月6日                                    |
| 宇宙空間での事故死                                                                       | ゲオルギー・ドブロボルスキー ビクトル・パツァーエフ ウラジスラフ・ボルコフ | ソユーズ11号                                             | ソビエト連邦                               | 1971年6月29日                                   |
| 宇宙ステーションに4週間滞在                                                              | ピート・コンラッド ジョセフ・カーウィン ポール・ワイツ | スカイラブ2号                                            | アメリカ合衆国                             | 1973年5月25日 - 6月22日                         |
| 宇宙ステーションに8週間滞在                                                              | アラン・ビーン ジャック・ルースマ オーウェン・K・ギャリオット | スカイラブ3号                                            | アメリカ合衆国                             | 1973年7月28日 - 9月25日                         |
| 宇宙ステーションに12週間滞在                                                             | ジェラルド・カー ウィリアム・ポーグ エドワード・ギブソン | スカイラブ4号                                            | アメリカ合衆国                             | 1973年11月16日 - 1974年2月8日                   |
| 既に滞在者がいる宇宙ステーションに他のクルーが訪問                                       | ウラジーミル・ジャニベコフ、オレグ・マカロフ | サリュート6号EO-1乗組員がソユーズ27号を訪問              | ソビエト連邦                               | 1978年1月10日 - 1月16日                         |
| 宇宙ステーションに19週間滞在 （4ヶ月）                                                   | ウラジーミル・コワリョノク、アレクサンドル・イワンチェンコフ | サリュート6号EO-2、ソユーズ29号 - ソユーズ31号           | ソビエト連邦                               | 1978年6月15日 - 11月2日                         |
| 宇宙ステーションに26週間滞在 （6ヶ月）                                                   | レオニード・ポポフ、ワレリー・リューミン | サリュート6号EO-4、ソユーズ35号 - ソユーズ37号           | ソビエト連邦                               | 1980年4月9日 - 10月11日                         |
| 4種類の宇宙船に搭乗                                                                      | ジョン・W・ヤング | ジェミニ、アポロ(司令船、月着陸船)、シャトルSTS-1        | アメリカ合衆国                             | 1981年4月12日                                   |
| 一機に4人乗りでの宇宙飛行                                                                | ヴァンス・ブランド、ロバート・F・オーバーマイアー ジョセフ・P・アレン、ウィリアム・B・レノアー | STS-5                                                    | アメリカ合衆国                             | 1982年11月11日 - 11月16日                       |
| 一機に5人乗りでの宇宙飛行                                                                | ロバート・L・クリッペン、フレデリック・H・ホーク ジョン・M・ファビアン、サリー・ライド、ノーマン・E・サガード | STS-7                                                    | アメリカ合衆国                             | 1983年6月18日 - 6月24日                         |
| 一機に6人乗りでの宇宙飛行                                                                | ジョン・W・ヤング、ブリュースター・H・ショー オーウェン・K・ギャリオット、ロバート・A・パーカー、ウルフ・マーボルト-西独、バイロン・K・リヒテンバーグ | STS-9                                                    | アメリカ合衆国 ドイツ                      | 1983年11月28日 - 12月8日                        |
| 命綱なしでの宇宙遊泳                                                                     | ブルース・マッカンドレス2世 | STS-41-B                                                 | アメリカ合衆国                             | 1984年2月7日                                    |
| 8人が宇宙に滞在、ドッキングなし                                                          | オレグ・アトコフ、ヴァンス・D・ブランド、ロバート・ギブソン、レオニード・キジム、ブルース・マッカンドレス2世、ロナルド・マクネイア、ウラジーミル・ソロフィエフ、ロバート・L・スチュワート | サリュート7号EO-3、ソユーズT-10、STS-41-B                | ソビエト連邦 アメリカ合衆国                | 1984年2月8日 - 2月11日                          |
| 11人が宇宙に滞在、ドッキングなし                                                         | オレグ・アトコフ、ロバート・クリッペン、テリー・J・ハート、レオニード・キジム、ユーリイ・マリシェフ、ジョージ・ネルソン、ディック・スコビー、ラケッシュ・シャーマ、ウラジーミル・ソロフィエフ、ゲンナジー・ストレカロフ、ジェームズ・ヴァン・ホフテン | STS-41-C、サリュート7号EO-3、ソユーズT-10 - ソユーズT-11 | ソビエト連邦 アメリカ合衆国                | 1984年4月6日 - 4月11日                          |
| 単一ミッション中に4回の宇宙遊泳                                                          | レオニード・キジム、ウラジーミル・ソロフィエフ | サリュート7号                                            | ソビエト連邦                               | 1984年4月26日 - 5月18日                         |
| 女性による宇宙遊泳                                                                       | スベトラーナ・サビツカヤ | ソユーズT-12                                             | ソビエト連邦                               | 1984年7月25日                                   |
| 宇宙ステーションに33週間滞在 （7ヶ月）                                                   | レオニード・キジム、ウラジーミル・ソロフィエフ、オレグ・アトコフ | サリュート7号EO-3、ソユーズT-10 - ソユーズT-11           | ソビエト連邦                               | 1984年2月8日 - 10月2日                          |
| 一機に7人乗りでの宇宙飛行                                                                | ロバート・L・クリッペン、ジョン・A・マクブライド キャサリン・D・サリヴァン、サリー・ライド、デビッド・C・リーストマ、マーク・ガーノー-カナダ、ポール・D・スカリー＝パワー | STS-41-G                                                 | アメリカ合衆国 カナダ                      | 1984年10月5日 - 10月13日                        |
| 宇宙ステーション滞在要員の一部入れ替え                                                   | アレクサンドル・ボルコフ、ウラジーミル・ヴァシュチンがウラジーミル・ジャニベコフと交代 | ソユーズT-14、サリュート7号                              | ソビエト連邦                               | 1985年9月17日 - 9月26日                         |
| 一機に8人乗りでの宇宙飛行                                                                | ヘンリー・W・ハーツフィールド、スティーヴン・R・ナージェル ボニー・J・ダンバー、ジェームズ・F・ブフリ、ギオン・S・ブラフォード、ラインハルト・フューラー-西独、エルンスト・メッサーシュミット-東独、ウボ・オッケルス-蘭 | STS-61-A                                                 | アメリカ合衆国 ドイツ オランダ             | 1985年10月30日 - 11月6日                        |
| 宇宙ステーションから 宇宙ステーションへの飛行                                            | レオニード・キジム ウラジーミル・ソロフィエフ | ソユーズT-15でミールとサリュート7号へ                    | ソビエト連邦                               | 1986年5月5日 - 5月6日                           |
| 宇宙ステーション滞在要員の完全入れ替え                                                   | ウラジーミル・チトフ、ムサ・マナロフとユーリー・ロマネンコ、アレクサンドル・アレクサンドロフが交代 | ソユーズTM-4 - ソユーズTM-2、ソユーズTM-3、およびミール  | ソビエト連邦                               | 1987年12月21日 - 12月29日                       |
| 宇宙ステーションに52週間滞在 （12ヶ月）                                                  | ウラジーミル・チトフ、ムーサ・マナロフ | ミールEO-3、ソユーズTM-4 - ソユーズTM-6                  | ソビエト連邦                               | 1987年12月21日 - 12月29日                       |
| 12人が宇宙に滞在、 ドッキングなし                                                        | シャトル: ヴァンス・ブランド、サミュエル・デュランス、ガイ・S・ガードナー、ジェフリー・A・ホフマン、ジョン・M・ラウンジ、ロナルド・パリス、ロバート・A・パーカー ソユーズ・ソユーズ / ミール: ムーサ・マナロフ、ヴィクトル・M・アファナシェフ、秋山豊寛 ミール: ゲンナジー・マナコフ、ゲンナジー・ストレカロフ                                                        | STS-35、ミールEO-7、ソユーズTM-10 - ソユーズTM-11        | ソビエト連邦 アメリカ合衆国 日本           | 1990年12月2日 - 12月10日                        |
| 3人同時に宇宙遊泳                                                                        | ピエール・J・テュオット、リチャード・J・ハイブ トーマス・D・エイカーズ | STS-49                                                   | アメリカ合衆国                             | 1992年5月13日                                   |
| 13人が宇宙に滞在、 ドッキングなし                                                        | シャトル: スティーヴン・S・オズワルド、ウィリアム・G・グレゴリー、ジョン・グランスフェルド、ウェンディ・ローレンス、タマラ・E・ジャーニガン、サミュエル・デュランス、ロナルド・パリス ミール: アレクサンドル・ヴィクトレンコ、エレーナ・コンダコワ、ワレリー・ポリャコフ ソユーズ / ミール: ノーマン・E・サガード、ウラジーミル・デジュロフ、ゲンナジー・ストレカロフ | STS-67、ミール、ソユーズTM-20、ソユーズTM-21             | アメリカ合衆国 ロシア                      | 1995年3月14日 - 3月18日                         |
| 単機中に10人以上同乗での宇宙飛行、 ドッキングあり                                        | ロバート・L・ギブソン、チャールズ・J・プレコート、エレン・S・ベイカー、ボニー・J・ダンバー、グレゴリー・J・ハーバー、アナトリー・ソロフィエフ、ニコライ・ブダーリン、ノーマン・E・サガード、ウラジーミル・デジュロフ、ゲンナジー・ストレカロフ | STS-71、ミール、ソユーズTM-21                            | アメリカ合衆国 ロシア                      | 1995年6月29日 - 7月4日                          |
| 7回の宇宙飛行を行った人物                                                                | ジェリー・L・ロス | STS-110                                                  | アメリカ合衆国                             | 2002年4月19日                                   |
| 民間資本での有人宇宙飛行                                                                 | マイク・メルヴィル | スペースシップワン15P                                    | アメリカ合衆国                             | 2004年6月21日                                   |
| 単機中に13人同乗での宇宙飛行、 ドッキングあり                                            | マイケル・バラット、マーク・ポランスキー、ダグラス・ハーリー、クリストファー・キャシディー、トーマス・マーシュバーン、デイヴィッド・ウルフ、ティモシー・コプラ、ゲナディ・パダルカ、ロマン・ロマネンコ、ロバート・サースク、ジュリー・パイエット、フランク・ディビュナー、若田光一                                                                                    | ISS、ソユーズTMA-14、ソユーズTMA-15、STS-127             | アメリカ合衆国 ロシア カナダ ベルギー 日本 | 2009年7月17日                                   |

## 宇宙空間滞在時間
宇宙飛行士トップ50:
| ランク | 名前                             | 日数    | 国籍                  |
| ------ | -------------------------------- | ------- | --------------------- |
| 1      | セルゲイ・クリカレフ             | 804.371 | ロシア / ソビエト連邦 |
| 2      | セルゲイ・アヴデエフ             | 747.593 | ロシアの旗            |
| 3      | ワレリー・ポリャコフ             | 678.690 | /                     |
| 4      | アナトリー・ソロフィエフ         | 651.117 | /                     |
| 5      | アレクサンドル・カレリ           | 609.911 | ロシアの旗            |
| 6      | ゲンナジー・パダルカ             | 585.369 | ロシアの旗            |
| 7      | ヴィクトル・アファナシェフ       | 555.772 | /                     |
| 8      | ユーリー・ウサチェフ             | 553.016 | ロシアの旗            |
| 9      | ムサ・マナロフ                   | 541.021 | /                     |
| 10     | ユーリ・マレンチェンコ           | 514.539 | ロシアの旗            |
| 11     | アレクサンドル・ヴィクトレンコ   | 489.066 | /                     |
| 12     | ニコライ・ブダーリン             | 444.060 | ロシアの旗            |
| 13     | ユーリー・ロマネンコ             | 430.765 | ソビエト連邦の旗      |
| 14     | アレクサンドル・ボルコフ         | 391.495 | /                     |
| 15     | ユーリー・オヌフリエンコ         | 389.282 | ロシアの旗            |
| 16     | ウラジーミル・チトフ             | 387.036 | /                     |
| 17     | ワシリー・ツィブリエフ           | 381.662 | ロシアの旗            |
| 18     | ワレリー・コルズン               | 381.653 | ロシアの旗            |
| 19     | パーヴェル・ヴィノグラードフ     | 380.678 | ロシアの旗            |
| 20     | ペギー・ウィットソン             | 376.738 | アメリカ合衆国        |
| 21     | レオニード・キジム               | 374.749 | ソビエト連邦の旗      |
| 22     | マイケル・フォール               | 373.763 | / イギリス            |
| 23     | アレクサンドル・セレブロフ       | 372.954 | /                     |
| 24     | ワレリー・リューミン             | 371.725 | /                     |
| 25     | マイケル・フィンク               | 365.897 | アメリカ合衆国の旗    |
| 26     | ウラジーミル・ソロフィエフ       | 361.952 | ソビエト連邦の旗      |
| 27     | トーマス・ライター               | 350.239 | ドイツ                |
| 28     | ミハイル・チューリン             | 344.213 | ロシアの旗            |
| 29     | タルガット・ムサバイエフ         | 339.409 | /                     |
| 30     | ウラジーミル・リャホフ           | 333.324 | ソビエト連邦の旗      |
| 31     | ユーリー・ギジェンコ             | 329.950 | ロシアの旗            |
| 32     | ゲンナジー・マナコフ             | 309.889 | /                     |
| 33     | アレクサンドル・アレクサンドロフ | 309.758 | ソビエト連邦の旗      |
| 34     | ジェフリー・ウィリアムズ         | 290.13  | アメリカ合衆国の旗    |
| 35     | ゲンナジー・ストレカロフ         | 268.938 | /                     |
| 36     | マイケル・ロペス＝アレグリア     | 257.944 | アメリカ合衆国の旗    |
| 37     | ヴィクトル・サヴィヌイフ         | 252.849 | ソビエト連邦の旗      |
| 38     | ウラジーミル・デジュロフ         | 244.229 | ロシアの旗            |
| 39     | オレグ・アトコフ                 | 236.950 | ソビエト連邦の旗      |
| 40     | カール・E・ワルツ                | 230.212 | アメリカ合衆国の旗    |
| 41     | リロイ・チャオ                   | 229.362 | アメリカ合衆国の旗    |
| 42     | ダニエル・バーシュ               | 226.594 | アメリカ合衆国の旗    |
| 43     | ウィリアム・マッカーサー         | 224.930 | アメリカ合衆国の旗    |
| 44     | シャノン・ルシッド               | 223.161 | アメリカ合衆国の旗    |
| 45     | ヴァレンチン・レベデフ           | 219.250 | ソビエト連邦の旗      |
| 46     | ウラジーミル・コワリョノク       | 216.382 | ソビエト連邦の旗      |
| 47     | オレッグ・コトフ                 | 212.49  | ロシアの旗            |
| 48     | ケネス・バウワーソックス         | 211.594 | アメリカ合衆国の旗    |
| 49     | アナトリー・ベレゾボイ           | 211.378 | ソビエト連邦の旗      |
| 50     | スーザン・J・ヘルムズ            | 211.048 | アメリカ合衆国の旗    |

2009年12月23日現在。

## 国籍別の宇宙飛行時間合計と日数

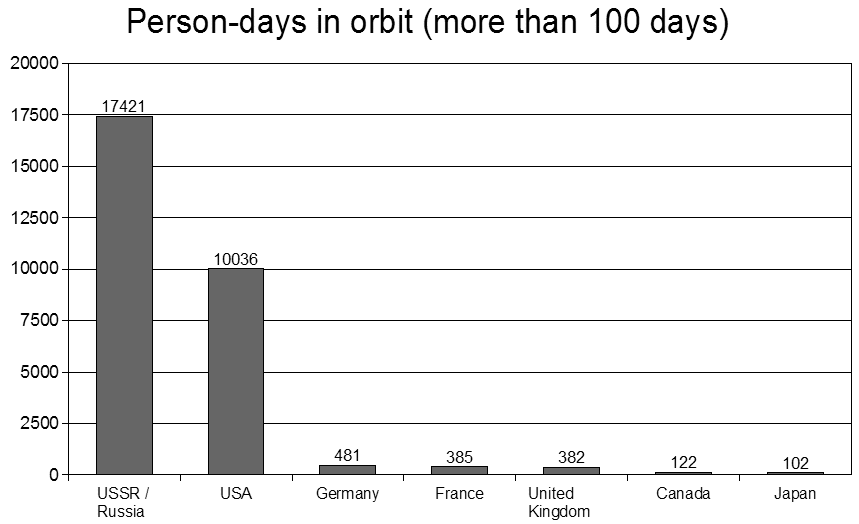

| ランク | 国籍                  | 合計人日 |
| ------ | --------------------- | -------- |
| 1      | ソビエト連邦 / ロシア | 22713.68 |
| 2      | アメリカ合衆国        | 16188.20 |
| 3      | 欧州連合              | 1733.57  |
| 4      | 日本                  | 741.87   |
| 5      | カナダ                | 506.15   |
| 6      | ドイツ                | 493.64   |
| 7      | フランス              | 432.19   |
| 8      | イタリア              | 285.57   |
| 9      | オランダ              | 210.69   |
| 10     | ベルギー              | 207.66   |
| 11     | 中国                  | 57.00    |
| 12     | スイス                | 42.50    |
| 13     | スウェーデン          | 26.73    |
| 14     | スペイン              | 18.78    |
| 15     | イスラエル            | 15.93    |
| 16     | ウクライナ            | 15.69    |
| 17     | ブルガリア            | 11.80    |
| 18     | マレーシア            | 10.885   |
| 19     | 韓国                  | 10.875   |
| 20     | 南アフリカ共和国      | 9.893    |
|        | ブラジル              | 9.888    |
|        | シリア                | 8.9      |
|        | アフガニスタン        | 8.85     |
|        | チェコスロバキア      | 7.93     |
|        | オーストリア          | 7.928    |
|        | ポーランド            | 7.919    |
|        | スロバキア            | 7.914    |
|        | インド                | 7.903    |
|        | イギリス              | 7.88     |
|        | キューバ              | 7.863    |
|        | モンゴル              | 7.863    |
|        | ハンガリー            | 7.86     |
|        | ベトナム              | 7.862    |
|        | ルーマニア            | 7.862    |
|        | サウジアラビア        | 7.069    |
|        | メキシコ              | 6.878    |

2013年6月22日現在

## 有名な無人宇宙飛行の記録
有名な無人宇宙飛行の記録。
| 目標            | 船名                     | 内容 | 国                 | 日時           |
| --------------- | ------------------------ | --- | ------------------ | -------------- |
| 地球            | A-4 (V-2)                | 初の宇宙空間へ到達したロケット | ドイツ国防軍       | 1942年10月3日  |
| 地球            | スプートニク1号          | 初の軌道周回に成功した人工衛星 | ソビエト連邦       | 1957年10月4日  |
| 地球            | バンガード1号            | 最も長期間宇宙空間に滞在していると考えられる人工衛星。240年間宇宙に在ると予想される。通信衛星業務は1964年5月に終了。 | アメリカ合衆国     | 1958年3月17日  |
| 月              | ルナ1号                  | 初の近傍通過、距離 5,995 km | ソビエト連邦       | 1959年1月4日   |
| 月              | ルナ2号                  | 初の衝突 | ソビエト連邦       | 1959年9月14日  |
| 月              | ルナ3号                  | 初の月の裏側撮影 | ソビエト連邦       | 1959年10月7日  |
| 地球            | ディスカバラー13号       | 初の周回軌道軌道から帰還・回収された人工衛星 | アメリカ合衆国     | 1960年8月11日  |
| 金星            | ベネラ1号                | 初の近傍通過、距離 10万 km （通過前に通信途絶） | ソビエト連邦       | 1961年5月19日  |
| 金星            | マリナー2号              | 初の（通信を維持した状態での） 惑星近傍通過、距離 34,762 km | アメリカ合衆国     | 1962年12月14日 |
| 火星            | マリナー4号              | 初の火星近傍通過、初の惑星画像撮影、距離 9,846 km | アメリカ合衆国     | 1965年7月14日  |
| 月              | ルナ9号                  | 初の軟着陸、初の月面地表画像 | ソビエト連邦       | 1966年1月31日  |
| 金星            | ベネラ3号                | 初の衝突 | ソビエト連邦       | 1966年3月1日   |
| 月              | ルナ10号                 | 初の周回軌道 | ソビエト連邦       | 1966年4月3日   |
| 金星            | ベネラ7号                | 初の軟着陸 | ソビエト連邦       | 1970年8月1日   |
| 月              | ルナ16号                 | 初の自動操縦によるサンプルリターン | ソビエト連邦       | 1970年9月24日  |
| 月              | ルナ17号                 | 初の無人月面車 - ルノホート1号 | ソビエト連邦       | 1970年11月17日 |
| 火星            | マリナー9号              | 初の周回軌道 | アメリカ合衆国     | 1971年11月14日 |
| 火星            | マルス2号                | 初の衝突 | ソビエト連邦       | 1971年11月27日 |
| 火星            | マルス3号                | 初の軟着陸、20秒後に通信途絶 | ソビエト連邦       | 1971年12月2日  |
| 木星            | パイオニア10号           | 初の近傍通過、距離 13万 km | アメリカ合衆国     | 1973年12月3日  |
| 水星            | マリナー10号             | 初の近傍通過、距離 703 km | アメリカ合衆国     | 1974年3月29日  |
| 金星            | ベネラ9号                | 初の周回軌道 初の他惑星の地表面撮影 | ソビエト連邦       | 1975年10月22日 |
| 太陽            | ヘリオス2号              | 太陽を基準にして最も高速を達成した宇宙機。近日点 (0.29 AU) で 24万7,510 km/h | 西ドイツ           | 1976年4月17日  |
| 火星            | バイキング1号            | 初の火星地表撮影 | アメリカ合衆国     | 1976年7月20日  |
| 土星            | パイオニア11号           | 初の近傍通過、距離 21,000 km | アメリカ合衆国     | 1979年9月1日   |
| 金星            | ベネラ13号               | 初の他惑星の音声を録音 | ソビエト連邦       | 1982年3月1日   |
|                 | パイオニア10号           | 初の太陽系外に出た宇宙機（初かどうかについては議論の余地がある） | アメリカ合衆国     | 1983年6月13日  |
| 金星            | ベガ1号                  | 初のヘリウム気球による大気圏調査 | ソビエト連邦       | 1985年6月11日  |
| 天王星          | ボイジャー2号            | 初の近傍通過、距離 81,500 km | アメリカ合衆国     | 1986年1月24日  |
| ハレー彗星      | ベガ1号                  | 初の彗星近傍通過、距離 8,890 km | ソビエト連邦       | 1986年3月6日   |
| 海王星          | ボイジャー2号            | 初の近傍通過、距離 4万 km | アメリカ合衆国     | 1989年8月25日  |
| ガスプラ        | ガリレオ                 | 初の小惑星近傍通過、距離 1,600 km | アメリカ合衆国     | 1991年10月29日 |
| 木星            | ガリレオ・プローブ       | 初の衝突 | アメリカ合衆国     | 1995年12月7日  |
| 木星            | ガリレオ・オービター     | 初の周回軌道 | アメリカ合衆国     | 1995年12月7日  |
| 火星            | マーズ・パスファインダー | 初の火星探査車 | アメリカ合衆国     | 1997年7月4日   |
| エロス          | NEARシューメーカー       | 初の小惑星周回軌道 | アメリカ合衆国     | 2000年2月14日  |
| エロス          | NEARシューメーカー       | 初の小惑星への軟着陸 | アメリカ合衆国     | 2001年2月12日  |
| 土星            | カッシーニ               | 初の周回軌道 | ESA アメリカ合衆国 | 2004年7月1日   |
| タイタン        | ホイヘンス・プローブ     | 初の軟着陸 | ESA アメリカ合衆国 | 2005年1月14日  |
| テンペル第1彗星 | ディープ・インパクト     | 初の彗星衝突 | アメリカ合衆国     | 2005年7月4日   |
| イトカワ        | はやぶさ                 | 初の小惑星からの離陸 | 日本               | 2005年11月20日 |
|                 | ボイジャー1号            | 最も地球から離れている人工物、距離 150億 km | アメリカ合衆国     | 2006年現在     |
|                 | パイオニア6号            | 最も長期間操作可能な状態で宇宙空間にある人工物 2000年12月8日に35年ぶりに操作可能な状態に戻った。 | アメリカ合衆国     | 2005年現在     |
| 冥王星          | ニュー・ホライズンズ     | 冥王星、カロン、ニクス、ヒドラ、ケルベロス、スティクスの初飛行。 冥王星系と冥王星、カロンの表面を初めてクローズアップ撮影。 カイパーベルトを初めて探査 2006年以前のIAUによる太陽系再定義版で9つの惑星を探査した最初の国。 | アメリカ合衆国     | 2015年 7月14日 |